# La imposición de la casulla a san Ildefonso
La imposición de la casulla a san Ildefonso es un cuadro realizado por Diego Velázquez hacia 1623. Se conserva en el Centro Velázquez de la Fundación Focus, que tiene su sede en el Hospital de los Venerables Sacerdotes, en Sevilla. Es propiedad del Ayuntamiento de Sevilla.

## Historia
En 1622 Velázquez visitó Toledo, donde san Ildefonso tiene una gran devoción, y conoció la obra del Greco, del cual este cuadro tiene influencias. Pudo ser realizado entre enero y agosto de 1623.
Se encontraba en el patio delantero del convento de San Antonio de Padua, en Sevilla. En el siglo XIX pasó al palacio arzobispal. En el siglo XX el arzobispo José María Bueno Monreal lo depositó en el Museo de Bellas Artes de Sevilla. El 18 de octubre de 1969 el arzobispo lo donó al Ayuntamiento de Sevilla.

## Descripción del cuadro
San Ildefonso, discípulo de san Isidoro de Sevilla, fue un destacado clérigo en la época de Recaredo y Recesvinto. Sucedió a san Eugenio II como obispo de Toledo. Realizó muchos escritos en defensa de la virginidad perpetua de María. La tradición dice que, en agradecimiento, la Virgen descendió del cielo para imponerle una preciosísima casulla.
La influencia del Greco es patente en este lienzo, tanto en la espiritualidad que desprende la figura del santo como en la composición triangular de la obra. Esto es uno de los elementos que permite fechar la obra, ya que cuando fue a la Corte en 1622 pudo conocer la obra del Greco en Toledo.
La figura de la Virgen y de las ocho mujeres del fondo son típicamente velazqueñas, con rasgos andaluces, y ajenas a la escena central.
A finales del siglo XVIII el conde de Águila ya señaló que la obra se encontraba muy deteriorada. Así, las manos del santo, que aparecían unidas en actitud orante, son ahora casi imperceptibles por el desgaste causado por daños y restauraciones fallidas. También varias de las figuras femeninas han perdido matices y son producto de repintes posteriores.